# Probolosternus termitophilus
Probolosternus termitophilus är en skalbaggsart som beskrevs av Lewis 1904. Probolosternus termitophilus ingår i släktet Probolosternus och familjen stumpbaggar. Inga underarter finns listade i Catalogue of Life.